# Veckoslut

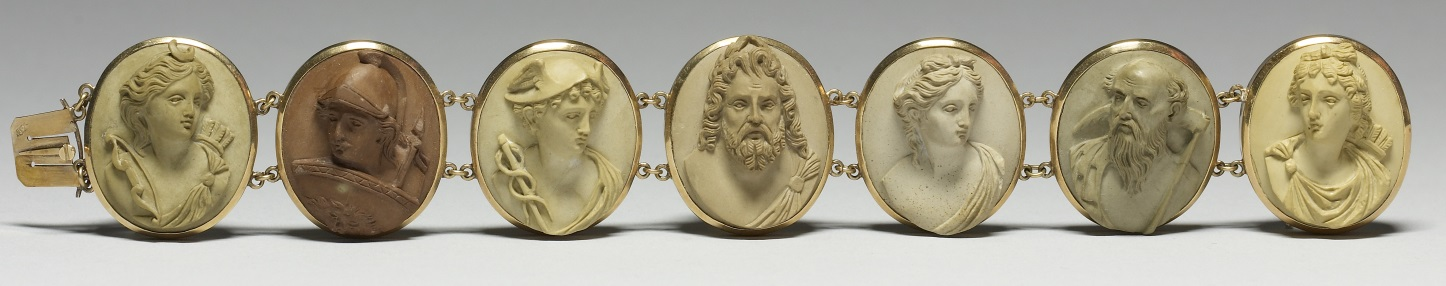
Traditionen med veckoslut på (lördag-) har en lång historia.

Helg, eller veckoslut, är en tidsperiod som följer efter arbetsveckan, vanligen lördag och söndag, men det varierar något globalt.
Veckoslut är däremot inte nödvändigtvis kalenderveckans sista dagar, samtidigt som kalenderveckan ser olika ut globalt. I exempelvis USA är kalenderveckans sista dag lördag, medan veckoslutet, weekend, avser lördag och söndag. I vissa länder, i bland annat Nordafrika och Mellanöstern, omfattar veckoslutet fredag och lördag.

## Betydelse
I svenska språket syftar veckoslutet på slutet av veckan, efter arbetsveckan. Genom att den sammanhängande ledigheten under 1900-talet, bland annat genom kollektivavtal, har också veckoslutet kommit att beteckna en allt längre period. Ursprungligen syftade den på söndagen (samt delar av lördagen)[källa behövs], medan den senare kommit att mena både lördag och söndag. Numera (2000-talet) inkluderas ofta även senare delen av fredagen i begreppet i Sverige.
I Sverige är efter internationell standard söndag veckans sista dag i kalendern sedan 1972. Dessförinnan var söndagen kalendermässigt veckans första dag, och detta förhållande kvarstår som regel i bland annat amerikansk och östasiatisk kalenderproduktion.
I äldre svenska kunde ordet helg syfta på söndag eller annan helgdag plus föregående afton. Det är vanligt att människor är lediga på helgen.
I svenskan används oftast ordet helg, vilket även har en vidare betydelse. Även ordet veckoslut och veckända, med stavningsvarianten veckände, är synonymt med helg men anses något vardagligt. De kommer direkt från det engelskspråkiga weekend, som även kommit av få spridning i svenskan. Veckända noterades i svensk skrift första gången 1932, medan weekend använts som inlånat ord i svenskan sedan 1935. Det engelska ordet har blivit huvudsakligt ord i danska språket, och även franskan använder detta engelska lånord (vid sidan av det inhemska fin de semaine).
I de olika språken syftar ordet på tiden efter arbetsveckan, och i en kristen miljö inkluderar detta som sista dag söndagen.